# Кожласола (Сернурский район)
 Кожласола  — деревня в Сернурском районе Республики Марий Эл. Входит в состав Марисолинского сельского поселения.

## География
Находится в северо-восточной части республики Марий Эл на расстоянии приблизительно 10 км на север от районного центра посёлка Сернур.

## История
Известна с XVIII века. В 1730—1735 годах сюда из Марисолы переехали более 10 семей. В 1748 году в деревне насчитывалось 37 мужчин. В 1802 году в деревне проживали 46 человек. В 1836 году в 19 дворах проживали 122 жителя. В 1927 году в 46 хозяйствах проживали 255 человек, мари. В 1988 году здесь было 42 дома, 129 жителей. В советское время работали колхозы «У памаш ял», «За коммунизм», имени Карла Маркса, совхозы «Казанский» и «Марисолинский».

## Население
Население составляло 112 человек (мари 98 %) в 2002 году, 122 в 2010.